# (12526) de Coninck
(12526) de Coninck est un astéroïde de la ceinture principale.

## Description
(12526) de Coninck est un astéroïde de la ceinture principale. Il fut découvert le 25 avril 1998 à La Silla par Eric Walter Elst. Il présente une orbite caractérisée par un demi-grand axe de 2,36 UA, une excentricité de 0,19 et une inclinaison de 0,9° par rapport à l'écliptique.

## Compléments